# 微软模拟飞行2024
《微软模拟飞行2024》是由Asobo Studio开发，Xbox游戏工作室发行的飛行模擬遊戲。本游戏是《微軟模擬飛行》的续作，2024年11月19日在Microsoft Windows和Xbox Series X/S平台上推出。
游戏最初于2023年6月11日在2023年Xbox游戏展会上开始宣传预热。游戏包括职业模式，涉及一些如农务和消防等的任务。游戏采用的是Asobo Studio的内部引擎。

## 游戏玩法
游戏具有许多新的任务类型，如空中灭火、空中搜索和救援、直升机货物运输、空中救护、农用喷洒、山地救援、跳伞、商业航空、空中起重机施工、使用空客大白鲸进行的超大货物运输、使用空客 A400M的北极货物运输、VIP包机和行政运输、空中竞赛、气象侦察、实验飞机测试以及使用A-10 疣猪进行的贴地飞行等。游戏也包括一些新型飞行器，如滑翔机、飞艇和热气球等。新的环境特征模拟包括野火、降雪、龙卷风、极光、动物迁徙和畜群的模拟，以及实时海洋、航班跟踪、季节系统和更好的地面交通。
《微软模拟飞行2024》是一个独立的游戏，但微软表示，在《微软模拟飞行》市场中购买的上一版本的“几乎所有”附加组件都可以在新版本中使用。目前还不清楚外部第三方插件是否能直接使用。 微软将新任务和新飞机描述为航空职业模式的一部分。《微软模拟飞行2024》将配备电子飞行包、改进的物理引擎，可以更好地模拟飞行动力学。改进的电气、气动、燃油和液压飞机系统和航空电子设备，可使玩家获得更好的游戏体验。以及使用多线程技术以获得更好的性能。

## 游戏开发
Asobo工作室是该游戏的主要开发商。Asobo拥有超过200多名团队成员，主要负责更新游戏客户端以实现其新功能，而Xbox则与30多个外部合作伙伴合作，共同开发游戏内容的各个方面。
该游戏于2024年11月19日在Windows和Xbox Series X/S上发布。